# Сроцько (Сілезьке воєводство)
Сроцько (пол. Srocko) — село в Польщі, у гміні Мстув Ченстоховського повіту Сілезького воєводства.
Населення — 428 осіб (2011).
У 1975-1998 роках село належало до Ченстоховського воєводства.

## Демографія
Демографічна структура станом на 31 березня 2011 року:
|          | Загалом | Допрацездатний вік | Працездатний вік | Постпрацездатний вік |
| -------- | ------- | ------------------ | ---------------- | -------------------- |
| Чоловіки | 204     | 39                 | 147              | 18                   |
| Жінки    | 224     | 53                 | 131              | 40                   |
| Разом    | 428     | 92                 | 278              | 58                   |